# Markivka, Kobeleakî
Markivka (în ucraineană Марківка) este localitatea de reședință a comunei Markivka din raionul Kobeleakî, regiunea Poltava, Ucraina.

## Demografie
Componența lingvistică a localității Markivka
     Ucraineană (97,13%)
     Română (1,64%)
     Rusă (1,23%)
Conform recensământului din 2001, majoritatea populației localității Markivka era vorbitoare de ucraineană (97,13%), existând în minoritate și vorbitori de română (1,64%) și rusă (1,23%).